# Loxioda shumara
Loxioda shumara är en fjärilsart som beskrevs av Swinhoe 1901. Loxioda shumara ingår i släktet Loxioda och familjen nattflyn. Inga underarter finns listade i Catalogue of Life.